# 石垣市立崎枝小中学校
石垣市立崎枝小中学校（いしがきしりつ さきえだしょうちゅうがっこう）は、沖縄県石垣市（石垣島）にある市立小中学校である。2020年5月現在の児童生徒数は13名。

## 概要
崎枝小中学校は、1951年（昭和26年）川平小学校の分校として設立されたのをはじめとして、1972年（昭和47年）5月15日の沖縄本土復帰に伴い石垣市立崎枝小中学校となる。石垣島西の屋良部半島の付け根に位置し、自然環境と少人数であることをメリットとして、極め細かい取り組みを行っている。

## 沿革
- 1951年（昭和26年）
  - 3月25日 - 川平小学校の分校として設立が認可される[3]。
  - 4月1日 - 崎枝分校開校[3]。
  - 4月11日 - 入学式挙行[3]。
  - 5月17日 - 川平の本校から分校に移転[3]。
- 1957年（昭和32年）4月1日 - 崎枝小学校に改称し、独立校として発足[3]。
- 1961年（昭和36年）4月1日 - 崎枝中学校を小学校に併設して開校する[3]。
- 1966年（昭和41年）10月30日 - 校歌制定[3]。
- 1967年（昭和42年）1月25日 - 校旗樹立[3]。
- 1972年（昭和47年）5月15日 - 本土復帰に伴い石垣市立崎枝小中学校となる[3]。
- 1987年（昭和62年）5月23日 - 体育館落成式挙行[4]。

## 学校行事
| - 4月 始業式、入学式、交通安全教室、遠足 - 5月 児童生徒総会 - 6月 運動会 | - 7月 終業式 - 8月 - 9月 始業式 | - 10月 交流学習（小）、職場体験 - 11月 修学旅行（小）、文化芸術鑑賞 - 12月 終業式 | - 1月 始業式 - 2月 修学旅行（中） - 3月 3年生を送る会、卒業式、修了式 |

## 通学区域
- 字崎枝（全）[5]